# Athiémé
Athiémé är en kommun i departementet Mono i Benin. Kommunen har en yta på 220 km2, och den hade 56 483 invånare år 2013.